# Я тебе пам'ятаю
«Я тебе пам'ятаю» — радянський художній фільм 1985 року, знятий режисером Алі Хамраєвим на кіностудії «Узбекфільм».

## Сюжет
Виконуючи прохання хворої матері, Кім вирушає на пошуки могили батька, який загинув на фронті десь під Вязьмою. Зустрічі з багатьма людьми допомагають Кіму зрозуміти самого себе та відновити пам'ять про батька.

## У ролях
- В'ячеслав Богачов — Кім
- Зінаїда Шарко — Ася, мати Кіма і Марата
- Гульча Ташбаєва — Гуля
- Лілія Гриценко — сестра Ольга
- Давлят Хамраєв — Марат, брат Кіма
- Артик Джаллиєв — епізод
- Гульнара Ахмедова — епізод
- Хікмат Гулямов — провідник
- Наргіз Мамедова — епізод
- Яків Гарновський — священник, Яків Максимович
- Іван Косих — військком
- Меліс Абзалов — пасажир-«екстрасенс»
- Володимир Січкар — працівник військового архіву
- Асанкул Куттубаєв — епізод
- Зухра Абдурахманова — епізод
- Мар'ям Якубова — епізод
- Умід Хамдамов — епізод
- Зося Трацевська — епізод
- Саїдмурад Зіяутдінов — епізод
- Вадим Гусєв — епізод
- Т. Карахімова — епізод
- Надир Мірзакасимов — епізод
- Айбек Заїров — епізод
- Хусан Шаріпов — епізод

## Знімальна група
- Режисер — Алі Хамраєв
- Сценарист — Алі Хамраєв
- Оператор — Ріфкат Ібрагімов
- Художник — Рустам Хамдамов